# Кройт, Борис
Борис Кройт (при рождении Бенцион Иосиф-Абрамович Кройт, англ. Boris Kroyt; 23 июня 1897, Одесса — 15 ноября 1969, Нью-Йорк) — немецко-американский скрипач и альтист российского происхождения.

## Биография
Бенцион Кройт родился 10 июня (по старому стилю) 1897 года в Одессе в семье олыкского мещанина Иосифа-Абрама Мошковича Кройта и Ципы Кройт. У него был младший брат Меер-Ицхок (1902). Дебютировал как скрипач в девятилетнем возрасте. 
В 10 лет был отправлен в Берлин для продолжения образования в Консерватории Штерна, учился у Александра Фидельмана, а также у Павла Юона и Вильгельма Клатте. В 12 лет дебютировал как альтист, заменив в струнном квартете своего учителя выбывшего исполнителя. С 1912 года гастролировал как солист и ансамблист. В 1924—1936 годах руководил собственным струнным квартетом, выступал и записывался также в составе фортепианного трио с Каролем Шретером и Арнольдом Фёльдеши. 
В 1936 году вошёл в состав знаменитого Будапештского квартета и с 1937 года, как и другие участники квартета, жил в США. Участие в квартете составляло основу музыкальной деятельности Кройта, однако он оставил и ряд других камерных записей — в частности, с пианистом Артуром Бальзамом.